# Dove (značka)

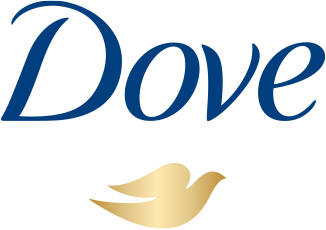
Logo značky Dove

Dove je značka pečující kosmetiky vyráběná britským koncernem Unilever. Původní mýdlo Dove se na trhu objevilo roku 1955, jeho recepturu vyvinul Vincent Lamberti pro potřeby americké armády. Později se začaly vyrábět i další výrobky (deodoranty, šampony, krémy), nesoucí logo v podobě stylizovaná holubice (anglicky „dove“). Značka Dove se prodává ve více než osmdesáti zemích, do ČR se dostala v roce 1995. 
V roce 2017 byla firma kritizována za reklamní kampaň, které byl přičítán rasistický podtext.